# 인천대입구역
인천대입구(송도컨벤시아)역(Incheon National University  Station, 仁川大入口驛)은 인천광역시 연수구 송도1동과 송도4동에 있는 인천 도시철도 1호선의 전철역이다. 2009년 인천세계도시축전 개최 이후로 2012년 10월까지 투모로우시티(Tomorrow City)를 부역명으로 사용하였다가 같은 해 11월부터는 송도컨벤시아로 부역명이 변경되었다.
인근에 인천대학교 송도캠퍼스가 있어서 역명이 부여되었으며, 시내 버스로 환승하여 인천대학교로 갈 수 있다. 2013년 11월에 영어역명이 Univ. of Incheon에서 Incheon Nat'l Univ.로 바뀌었다.
추후 수도권 광역급행철도 B노선이 개통되면  환승역이 될 예정이다.

## 역사
- 2008년 9월 8일 : 인천대입구역으로 역명 결정[1]
- 2009년 6월 1일 : 인천 도시철도 1호선 송도국제도시 연장선 구간 개통과 함께 영업 개시

## 역 구조
2면 2선의 상대식 승강장이 있는 지하역이며, 스크린도어가 설치되어 있다.

### 승강장
| 지식정보단지 ↑ |
| \| 상          |
| ↓ 센트럴파크   |

| 상행 | ● 인천 도시철도 1호선 | 원인재 · 인천시청 · 부평 · 검단호수공원 방면      |
| 하행 | ● 인천 도시철도 1호선 | 센트럴파크 · 국제업무지구 · 송도달빛축제공원 방면 |

## 역 주변
- 1번 출구 - 인천대학교 방면, 브릿지 호텔 인천 송도(구 송도 스카이파크 호텔, 베니치아 인천 송도 브릿지 호텔)
- 2번 출구 - 송도 더샵 파크애비뉴F16, 송도 더샵퍼스트파크 15블럭 방면
- 4번 출구 - 인천스타트업파크, 오라카이 송도 파크호텔, 더샵 송도센트럴파크 3차 / 송도 센트럴파크 방면

## 이용객 변동
2009년 자료는 개통일인 2009년 6월 1일부터 12월 31일까지인 214일 기준으로 환산한 것이다.
| 노선      | 노선   | 일평균 인원수 (명/일) | 일평균 인원수 (명/일) | 일평균 인원수 (명/일) | 일평균 인원수 (명/일) | 일평균 인원수 (명/일) | 일평균 인원수 (명/일) | 일평균 인원수 (명/일) | 일평균 인원수 (명/일) | 일평균 인원수 (명/일) | 일평균 인원수 (명/일) | 각주  |
| 노선      | 노선   | 2003년                | 2004년                | 2005년                | 2006년                | 2007년                | 2008년                | 2009년                | 2010년                | 2011년                | 2012년                | 각주  |
| --------- | ------ | --------------------- | --------------------- | --------------------- | --------------------- | --------------------- | --------------------- | --------------------- | --------------------- | --------------------- | --------------------- | ----- |
| 인천1호선 | 승차   | 미개통                | 미개통                | 미개통                | 미개통                | 미개통                | 미개통                | 1,985                 | 2,442                 | 2,596                 | 2,810                 | [ 2 ] |
| 인천1호선 | 하차   | 미개통                | 미개통                | 미개통                | 미개통                | 미개통                | 미개통                | 2,010                 | 2,532                 | 2,706                 | 2,819                 | [ 2 ] |
| 인천1호선 | 승하차 | 미개통                | 미개통                | 미개통                | 미개통                | 미개통                | 미개통                | 2,343                 | 4,974                 | 5,302                 | 5,629                 | [ 2 ] |
| 노선      | 노선   | 2013년                | 2014년                | 2015년                | 2016년                | 2017년                | 2018년                | 2019년                | 2020년                | 2021년                | 2022년                | [ 2 ] |
| 인천1호선 | 승차   | 3,257                 | 3,806                 | 4,307                 | 4,712                 | 4,746                 |                       |                       |                       |                       |                       | [ 2 ] |
| 인천1호선 | 하차   | 3,313                 | 3,817                 | 4,240                 | 4,661                 | 4,730                 |                       |                       |                       |                       |                       | [ 2 ] |
| 인천1호선 | 승하차 | 6,570                 | 7,623                 | 8,547                 | 9,373                 | 9,477                 | 10,424                | 11,269                | 7,001                 | 8,440                 | 12,187                | [ 2 ] |

## 인접한 역
| 인천 도시철도 1호선                 | 인천 도시철도 1호선   | 인천 도시철도 1호선                   |
| ----------------------------------- | --------------------- | ------------------------------------- |
| I135 지식정보단지 검단호수공원 방면 | ● 인천 도시철도 1호선 | I137 센트럴파크 송도달빛축제공원 방면 |